# 珍案! 迷案!
『珍案!迷案!』（原題：War and Pieces）は、1964年に公開されたワーナー・ブラザースの短編アニメシリーズ「ルーニー・テューンズ」の作品である。

## 製作スタッフ
- 製作 - デイヴィッド・H・ディパティエ（英語版）（クレジット無し）
- 監督 - チャック・ジョーンズ
- 共同監督 - モーリス・ノーブル
- 脚本 - ジョン・ダン
- 原画 - ケン・ハリス、リチャード・トンプソン、ボブ・ブランスフォード、トム・レイ
- レイアウト - デイヴ・ローズ
- 背景 - フィリップ・デ・ガード
- 編集 - トレッグ・ブラウン
- 音響効果 - トレッグ・ブラウン（クレジット無し）
- 音楽 - ウィリアム・ラヴァ
- 制作 - ワーナー・ブラザース・カートゥーン（英語版）
- 配給 - ワーナー・ブラザース・ピクチャーズ

## 作品内容
コヨーテはロードランナーを捕まえようと、様々な作戦や仕掛けを作る。

コヨーテの主な作戦

- 手榴弾を投げる。
- 自分が弓矢の矢となって自らを発射する。
- ターゲットを検出して左右から挟み撃ちにする機械を設置する。
- バニシングクリームを体に塗る。
- 映写機に見せかけた鉄砲の罠を使う。
- ロープつきフックを上に投げ、ロードランナーのいる場所に行こうとする。最後はロケットを使いロードランナーのいる上方に行こうとするが、向きがそれてコヨーテは地下に。そして地球の裏側に出たコヨーテに出会ったのは中国人風のロードランナーだった。

原題はトルストイの戦争と平和（War and Peaces）の洒落である。

## 概要
- 今作はクラシック短編（～1969年）におけるチャック・ジョーンズ監督の最終作品となった。
- 前作の「取れぬウサギの皮算用」はジョーンズら製作班が途中まで製作していたが、ジョーンズが解雇されたので、この作品はジョーンズ製作班が最後まで製作した最後の作品と思われる。（解雇理由はこちらを参照）
- ジョーンズ解雇後もロードランナーとコヨーテの製作がフリッツ・フレレングやロバート・マッキンソン等により行われたが、ジョーンズの作品の方が評価が高い。
- キャラクターが地球の裏側（主に中国など）に出てそのキャラクターの相手が出てくるというネタは、1957年のフリッツ・フレレング監督の「シルベスターと豆の木（Tweety and the Beanstalk）」が元。

## 日本でのテレビ放映
テレビ東京の『バッグス・バニーのぶっちぎりステージ』で放映された。現在、現行吹き替え版（1996年～）による吹き替えは存在しない。また、本作においては、現行吹き替え版（1996年～）と同様、『ぶっちぎりステージ』版の日本語吹き替えにおける配給は、ワーナー・ブラザース テレビジョンが担当している。

## 登場キャラクター
- ロードランナー（学名：Burn-Em Upus Asphaltus）
- ワイリー・コヨーテ（学名：Caninus Nervous Rex）

## 収録状況
- 『バッグス・バニーのブンブンランド』14巻（VHS、旧吹き替え版）